# エアシャー統監
エアシャー統監（エアシャーとうかん、英語: Lord Lieutenant of Ayrshire）は、イギリスの官職。統監の1つで、エアシャーを担当する。1789年に勃発したフランス革命がヨーロッパ諸国に飛び火するとともに1792年にはスコットランド各地で暴動がおこり、地方政府の対応に不満を感じたイギリス政府は1794年にイングランドの統監職をスコットランドでも常設職として設立した。1973年地方政府（スコットランド）法でスコットランドの地方自治体再編が行われ、再編に伴う1975年統監令（The Lord-Lieutenants Order 1975）により管轄地域が拡大されエアシャー・アンド・アラン統監となった。

## 一覧
- 1794年3月17日 – 1796年10月30日：第11代エグリントン伯爵アーチボルド・モンゴメリー（英語版）[3]
- 1796年11月23日 – 1819年12月15日：第12代エグリントン伯爵ヒュー・モンゴメリー（英語版）[3]
- 1820年1月7日 – 1842年8月15日：第4代グラスゴー伯爵ジョージ・ボイル[3]
- 1842年8月15日 – 1861年10月4日：第13代エグリントン伯爵アーチボルド・モンゴメリー（英語版）[3]
- 1861年12月4日 – 1870年3月20日：第2代エイルザ侯爵アーチボルド・ケネディ[3]
- 1870年6月15日 – 1897年：第10代ステア伯爵ジョン・ダルリンプル（英語版）[3]
- 1897年3月17日 – 1919年8月10日：第15代エグリントン伯爵ジョージ・モンゴメリー（英語版）[3]
- 1919年11月16日 – 1937年：第3代エイルザ侯爵アーチボルド・ケネディ[3]
- 1937年2月18日 – 1950年：第7代準男爵サー・チャールズ・ファーグソン（英語版）[3]
- 1950年7月17日 – 1969年：サー・ジェフリー・ヒューズ＝オンズロー[3]
- 1969年4月7日 – 1973年10月25日：第8代準男爵サー・ジェームズ・ファーグソン（英語版）[3]
- 1974年3月5日 – 1975年3月19日：ブライス・ミュア・ノックス[2][3]
  - エアシャー・アンド・アラン統監として続投[2]